# Луньова Євдокія Андріївна
Євдокія Андріївна Луньова (нар. 17 листопада 1943, село Кустолові Кущі, тепер Кобеляцького району Полтавської області) — українська радянська діячка, ткаля Херсонського бавовняного комбінату. Депутат Верховної Ради УРСР 9-го скликання.

## Біографія
Освіта середня.
З 1960 р. — бункерувальниця цукрового заводу, пакувальниця молокозаводу в селі Білики Полтавської області.
З 1964 р. — ткаля Херсонського бавовняного комбінату.
Член КПРС з 1971 року.
Потім — на пенсії у місті Херсоні.

## Нагороди
- ордени
- медалі